# Малый Сетной
Малый Сетной — остров в северо-западной части Каспийского моря в дельте реки Волга. Административно находится в Астраханской области, Камызякский район.
К северу лежит о. Седьмой, к западу — о. Нижний и Лихачёв, к востоку — Морской Сетной и Большой Сетной.
Проходит Тишковский канал (45°41′ с. ш. 48°39′ в. д.)

## Топографические карты
- Лист карты L-39.  Масштаб: 1 : 1 000 000. Указать дату выпуска/состояния местности.